# Очі не тільки бачать
«О́чі не ті́льки ба́чать» (англ. Eyes Do More Than See) — науково-фантастичне оповідання американського письменника Айзека Азімова, вперше опубліковане у квітні 1965 року в журналі The Magazine of Fantasy & Science Fiction. Увійшло в збірки «Прихід ночі та інші історії» (1969), «Сни робота» (1986).
В 1964 році Playboy надав трьом авторам фотографію глиняної голови без вух і запропонував кожному написати оповідання про неї. Оповідання Азімова було відхилене, тому Playboy опублікував оповідання:
- «Playback» Артура Кларка;
- «Lovemaking» Фредеріка Пола;
- «Cephalatron» Томаса Діша.

## Сюжет
У дуже віддаленому майбутньому, трильйони років від нашого часу, люди облишили свої матеріальні тіла та існують в енергетичній формі в просторі.
Двоє таких осіб Аміс та Брок, яким обридло творче змагання у маніпулюванні енергією, обговорюють новий проєкт із фізичної матерії. Аміс зі своїх спогадів крок за кроком створює людську голову, а Брок, що колись була жінкою, із жалем пригадує свої фізичні відчуття тих часів, коли вона була закохана. Вона додає сльози до очей скульптури і відлітає. Аміс згадує часи, коли він був чоловіком, розвертається вихором, розбиваючи голову, і летить навздогін за Брок.